# Podróż apostolska Franciszka do Francji (2023)
Druga podróż apostolska papieża Franciszka do Francji odbyła się w dniach 22–23 września 2023. Podróż Franciszka do Francji obejmowała miasto Marsylię. Celem podróży było w szczególności udział papieża w Spotkaniach Śródziemnomorskich.
Była to 44 podróż zagraniczna papieża Franciszka od początku jego pontyfikatu, druga wizyta Franciszka od ostatniej która miała miejsce w 2014 roku oraz jedenasta wizyta biskupa Rzymu w Republice Francuskiej; wcześniej ośmiokrotnie Francję odwiedzał Jan Paweł II, w 1980, 1983, 1986, 1988, 1989, 1996, 1997 i 2004 oraz Benedykt XVI w 2008.

## Program pielgrzymki[1][4]
- 22 września

O 1435 nastąpił wylot samolotem z międzynarodowego lotniska Rzym/Fiumicino do Marsylii. Przylot międzynarodowe lotnisko w Marsylii nastąpił o 1615 i tam nastąpiło oficjalne powitanie papieża przez prezydenta Francji. O 1715 w bazylice "Notre Dame de la Garde" papież z diecezjalnym duchowieństwem przewodniczył modlitwie maryjnej, zaś o 1800 papież z przywódcami religijnymi przystał przy pomniku zaginionych na morzu marynarzy i migrantów.
- 23 września

O 9:00 w Domu Misjonarek Miłości papież spotkał się prywatnie z ludźmi będącymi w trudnej sytuacji ekonomicznej, zaś o 1000 w Palais du Pharo papież uczestniczył w sesji końcowej „Śródziemnomorskich Spotkań”. O 1130 papież w Palais du Pharo spotkał się z prezydentem Republiki Francuskiej, zaś o 1615 papież na stadionie Vélodrome przewodniczył eucharystii. O 1845 na międzynarodowym lotnisku w Marsylii nastąpiła ceremonia pożegnalna papieża, gdzie następnie o 1915 samolot z papieżem odleciał do Rzymu. Przylot na lotnisko Rzym/Ciampino nastąpił o 2050.